# Richard de Salerne
Richard de Salerne (vers 1060 – 1114) - qui ne doit pas être confondu avec son cousin et homonyme, Richard de Hauteville (né vers 1045-1110, prince de Salerne et fils de Drogon de Hauteville) - était un participant à la Première Croisade et régent du comté d'Édesse de 1104 à 1108. Il était le fils de Guillaume de Hauteville et de Marie de Sorrente.

## Biographie
Richard est né vers 1060, il est le troisième fils de Guillaume de Hauteville, un noble normand et de Marie de Sorrente, fille de Guy, le duc lombard de Sorrente. Il est également l'un des neveux de Robert Guiscard et de Roger Ier de Sicile. Richard a, dans sa jeunesse, participé avec ses deux oncles célèbres à la conquête de la Sicile.
En 1097, Richard rejoint ses cousins, Bohémond de Tarente et Tancrède pour participer à la Première croisade, durant laquelle il est fait prisonnier avec Bohémond par Danichmend Ghazi, qui leur tendait une embuscade, à la fin de l'été 1100.
Il épouse Altrude, une sœur de Tancrède de Hauteville et il est le père de :
- Roger, prince régent d'Antioche ;
- Marie, seconde épouse de Josselin de Courtenay, comte d'Édesse.

Il devient régent du comté d'Édesse de 1104 à 1108, pendant la captivité du comte Baudouin II. En 1111, Richard se retire à Marash, il y trouve la mort lors d'un tremblement de terre le 29 novembre 1114.